# Historia Śląska

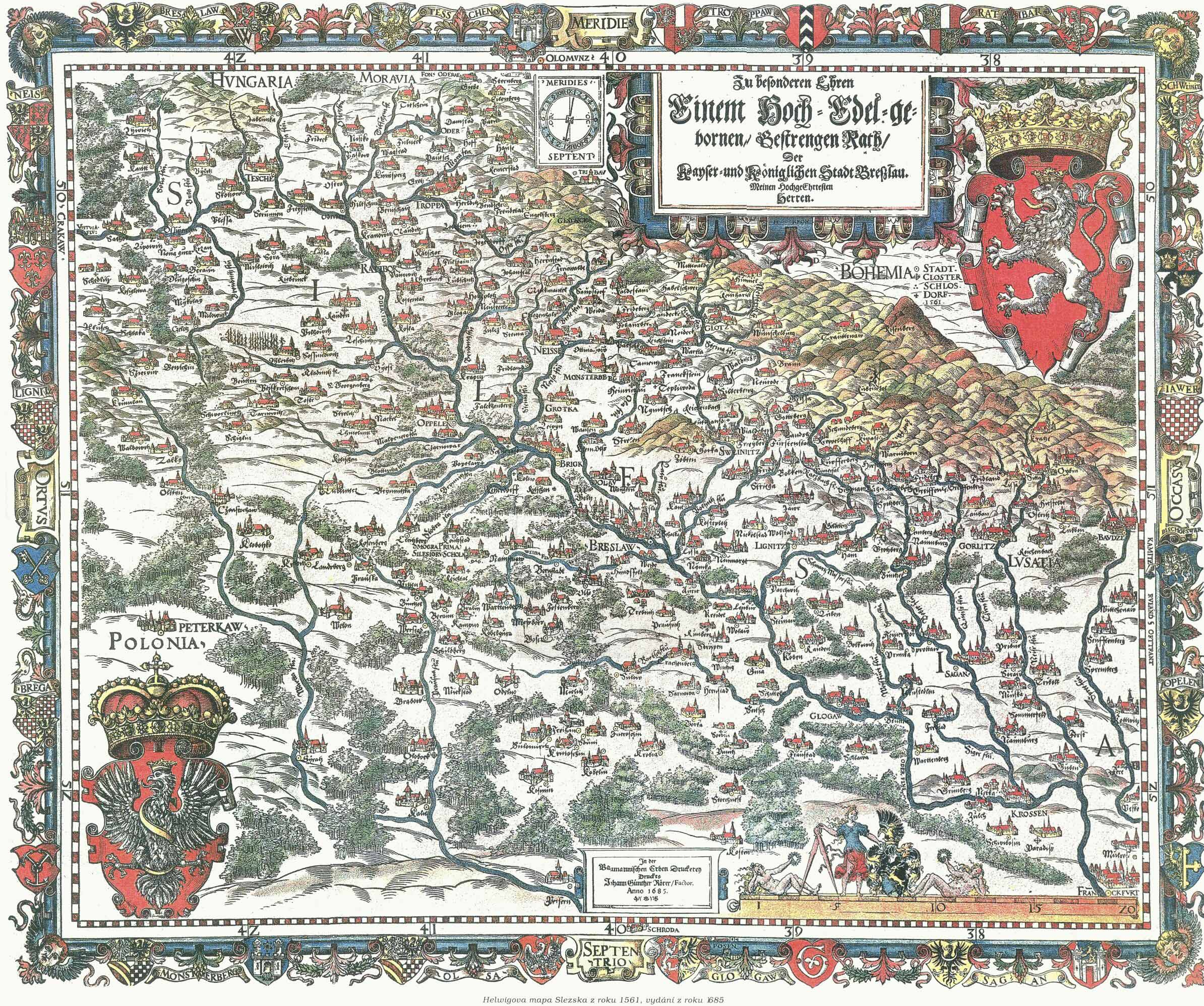
Pierwsza mapa Śląska, Martina Helwiga z 1561 (orientacja południowa)

Historia Śląska – artykuł obejmuje prehistorię i historię całości ziem śląskich (tj. Dolnego i Górnego Śląska).

## Od zarania po IX wiek

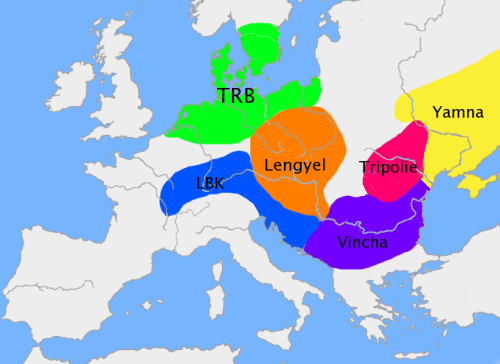
Poglądowa mapa głównych kultur schyłku 4 tysiąclecia p.n.e. Kultura lendzielska na pomarańczowo.

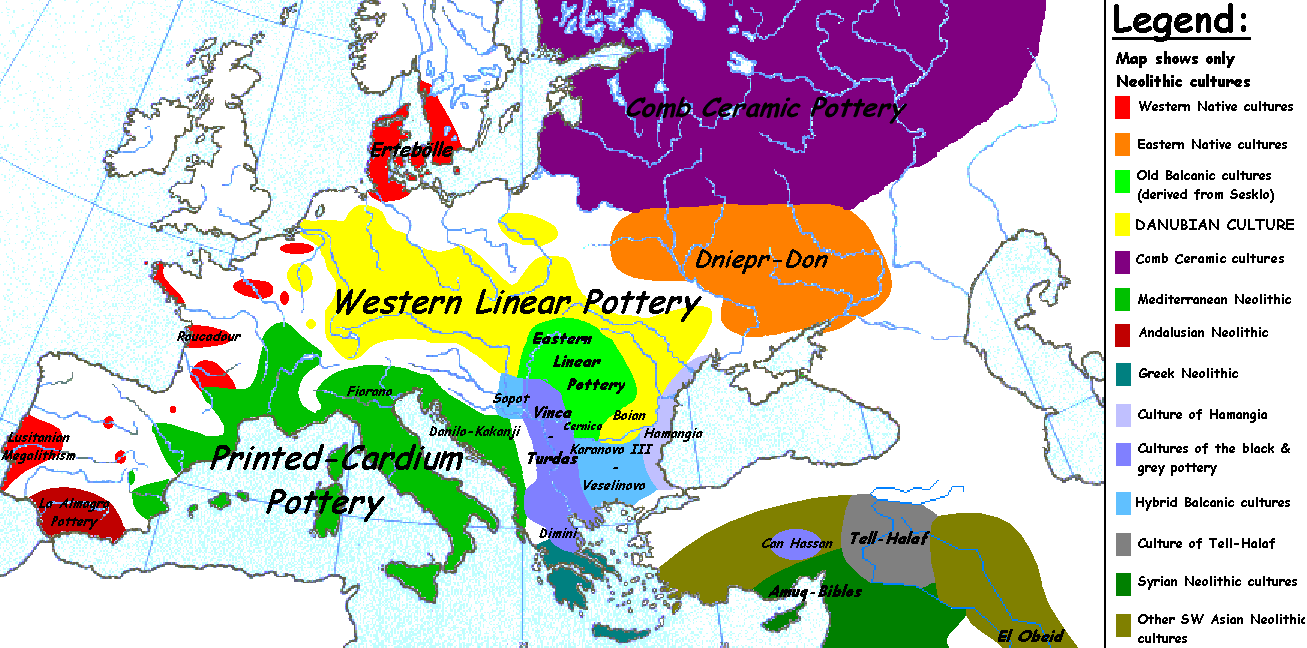
Europa neolityczna 4500–4000 p.n.e. Obszar Śląska był częścią kultury naddunajskiej (kolor żółty).

Pierwsze ślady pobytu człowieka na Śląsku zostały odkryte w Trzebnicy i Rusku koło Strzegomia. Znaleziono tam kamienne narzędzia datowane odpowiednio na ok. 500 tys. lat temu i ok. 440–370 tys. lat temu. Osadnictwo w okolicach Ostrawy jest datowane na ten sam okres co w Rusku. Obszar Śląska pomiędzy górną Wisłą i górną Odrą był północną granicą penetracji człowieka w czasach ostatniego zlodowacenia. Anatomicznie-współczesny człowiek przybył prawdopodobnie na Śląsk około 35 000 lat temu. 60-20 tysięcy lat temu w czasach interglacjału Śląsk dostał się w orbitę wpływów kultur przejściowych idących z Moraw. Na Górnym Śląsku jako pierwsi pojawili się nosiciele kultury bohunickiej, a 2–4 tys. lat później nosiciele kultury szeleckiej.
Na południu Śląska, na terenie dzisiejszego Prudnika, ludność utrzymywała kontakty handlowe z Rzymem, co dokumentują znalezione w Prudniku rzymskie monety datowane na lata 700 p.n.e. – 1250 n.e. W czasach historycznych Śląsk znalazł się, po najazdach indoeuropejskich Scytów, w obrębie ekspansji celtyckiej i ich kultury lateńskiej. Na początku IV wieku p.n.e. Celtowie przybyli z obszaru Bohemii (Boiohaemum) przez Przełęcz Kłodzką, a w 2. połowie IV wieku p.n.e., przedostawszy się przez Bramę Morawską, zasiedlili Górny Śląsk (Wyżyna Głubczycka). Zdaniem Janiny Rosen-Przeworskiej, podobieństwo do znalezisk z obszaru Czech pozwala przypuszczać, że ziemie śląskie zasiedlili Celtowie z plemienia Bojów.
Następnie Śląsk znalazł się w kręgu osadnictwa kultury przeworskiej. Szereg autorów starożytnych (Strabon, Pliniusz, Tacyt, Ptolemeusz, Kasjusz Dion) wspomina lud Lugiów, umieszczając go w I – II w. n.e. na obszarze dzisiejszej Polski środkowej i południowej, w tym Śląska. Według Henryka Łowmiańskiego spośród plemion lugijskich wymienionych przez Tacyta, Helizjowie (Helisii) mieli zamieszkiwać na północ od środkowej Odry, koło Kalisza, zaś Manimowie (Manimi) na Opolszczyźnie, a Naharwalowie (Naharvali) wokół góry Ślęży.
Strabon wymienia (Geographica hypomnemata, ok. 21 n.e.) państwo króla Marboda (celtycki Maroboduus „Wielki Kruk”, ok. 30 p.n.e. – 37 n.e.), władcy germańskich Markomanów, którego centrum po usunięciu celtyckich Bojów znajdowało się w Kotlinie Czeskiej, zaś granice sięgały od Dunaju po górną i środkową Odrę (Śląsk) oraz dolną Łabę. Maroboduus-Wielki Kruk, wykształcony w Rzymie i możliwe, że posiadający rzymskie obywatelstwo, jest pierwszym znanym z imienia władcą Śląska.
Ostatecznie ludy związku lugijskiego, o zróżnicowanym składzie etnicznym (celtycko-wenetyjsko-iliryjsko-germańskim), weszły w skład grupy wandalsko-lugijskiej, a następnie – związku wandalskiego. Naciskani przez Gotów z północy, Wandalowie kontynuowali wędrówkę z regionu Pomorza w kierunku południowym i południowo-zachodnim. W I-IV w. zajmowali tereny nad górną Odrą i Dunajem. Plemiona Wandalów-Silingów (Vandali cognomine Silingi) zajęły tereny Śląska. Kasjusz Dion nazwał Sudety „Górami Wandalskimi”, zaś według Ptolomeusza Sudety (Askiburgion) stanowiły granicę śląskich Silingów.
Przez teren Śląska wiodły dwie trasy szlaku bursztynowego. Jedna przekraczała łańcuchy górskie na południu przez Bramę Morawską, druga biegła przez przełęcze sudeckie (Przełęcz Kłodzka), i dalej na północ przez Wrocław (Budorigum) Kalisz (Calisia), Kujawy, do Sambii (Zalew Wiślany i Zalew Kuroński). W czasach rzymskich (I-IV w.) strażnikami szlaku bursztynowego byli Wandalowie.
Od połowy VII w. n.e. teren Śląska znalazł się w zasięgu ekspansji słowiańskiej. Późniejsze źródła historyczne (m.in. Geograf Bawarski, Dokument praski) wymieniają z nazwy następujące plemiona: na zachodzie Dziadoszanie w dorzeczu środkowej Odry wraz z Bobrzanami nad rzeką Bóbr, dalej Ślężanie wokół Ślęży, Trzebowianie na północnym zachodzie, Opolanie na wschodzie, Golęszyce w dorzeczu górnej Odry, Głubczyce na południowym wschodzie oraz Chorwaci, mieszkający po obu stronach Karkonoszy, czyli w Czechach i na ziemi kłodzkiej lub Górnym Śląsku.

## Wpływy wielkomorawskie i czeskie
Zdecydowana większość historyków czeskich i słowackich oraz znaczna część historyków polskich, niemieckich, brytyjskich etc., przyjmuje, że Śląsk w końcu IX wieku był podporządkowany Wielkim Morawom (Zygmunt Wojciechowski, Henryk Łowmiański etc.), a przez większość X wieku Czechom (Norman Davies , Gerard Labuda, Henryk Samsonowicz etc.), chociaż część historyków polskich uważa, że podporządkowanie Śląska państwu wielkomorawskiemu jest niepotwierdzone. Zdaniem zwolenników hipotezy o podporządkowaniu Śląska państwu wielkomorawskiemu ekspansja morawska odbyła się najprawdopodobniej w dwóch etapach. W pierwszym rozpoczętym po 875 r. oddziały księcia morawskiego Świętopełka I przez Bramę Morawską wtargnęły do Małopolski i na Górny Śląsk, zajmując tereny aż do Przesieki Śląskiej. Ich obecność mają potwierdzać znaleziska na obszarach plemiennych Gołężyców i Głubczyców, a wśród źródeł pisanych pośrednio Żywot św. Metodego. Według tej hipotezy w drugim etapie, po 885 r. poprzez Kotlinę Kłodzką zajęto Dolny Śląsk, południową Wielkopolskę oraz ziemie łużyckich Serbów. Mają to potwierdzać wielkomorawskie zabytki archeologiczne odnalezione na terenach Ślężan (m.in. krzyżyk morawski na Ostrowie Tumskim we Wrocławiu) i Dziadoszan oraz bezimiennego plemienia nad Obrą na pograniczu śląsko-wielkopolskim. Jednak część badaczy twierdzi, że te przesłanki są zbyt słabe i uważają, że państwo wielkomorawskie nie sprawowało kontroli politycznej nad Śląskiem i miało jedynie na niego wpływ kulturowy „Obecna wiedza archeologiczna pozwala jedynie stwierdzić, że Śląsk niewątpliwie znajdował się strefie oddziaływania kręgu kultury wielkomorawskiej, czego nie można jednak utożsamiać z zasięgiem trwałej kontroli politycznej. Ani bowiem rozprzestrzenianie się charakterystycznych wyrobów, ani rozprzestrzenienie się koncepcji fortyfikacyjnych w żadnym stopniu nie dowodzą pojawienia się w sudeckiej części Śląska drużyny wielkomorawskiej” Podobnie „na terenach górnośląskich (...) nie dostrzega się znaczących elementów, jednoznacznie wskazujących na jakikolwiek stopień zależności od państwa wielkomorawskiego”. Być może w latach 80. IX wieku z Wielkich Moraw niejaki Oslaw został posłany przez abp. Metodego z misją chrześcijańską w obrządku słowiańskim na Śląsk.
Mniejsze spory budzi także to, czy Śląsk znajdował się w X wieku pod zwierzchnictwem czeskim. Zwolennicy tezy o obecności czeskiej twierdzą, że po rozpadzie Wielkich Moraw w 905 roku, nastąpiło zajęcie Dolnego Śląska i założenie Wrocławia (Vratislavia) przez czeskiego księcia Wratysława I (915–921) z dynastii Przemyślidów. Najstarsze znalezisko pochodzenia czeskiego we Wrocławiu – monety z napisem Vratsao, datowane są na okres panowania księcia Bolesława I Okrutnego (929–972) lub od lat 40. X wieku (Gerard Labuda). Istnieją także opinie historyków takich jak Przemysław Urbańczyk, że Śląsk nie znajdował się pod zwierzchnictwem czeskim, ponieważ jedynym tego potwierdzeniem jest wzmianka czeskiego kronikarza Kosmasa żyjącego 240 lat po tym fakcie, a i inne źródła pisane nie wskazują jednoznacznie, aby taka podległość istniała. Sławomir Moździoch twierdzi, że „czeskie wpływy na Śląsku w świetle wymowy wszystkich źródeł archeologicznych należy uznać za co najmniej wątpliwe”.

## W państwie polskim

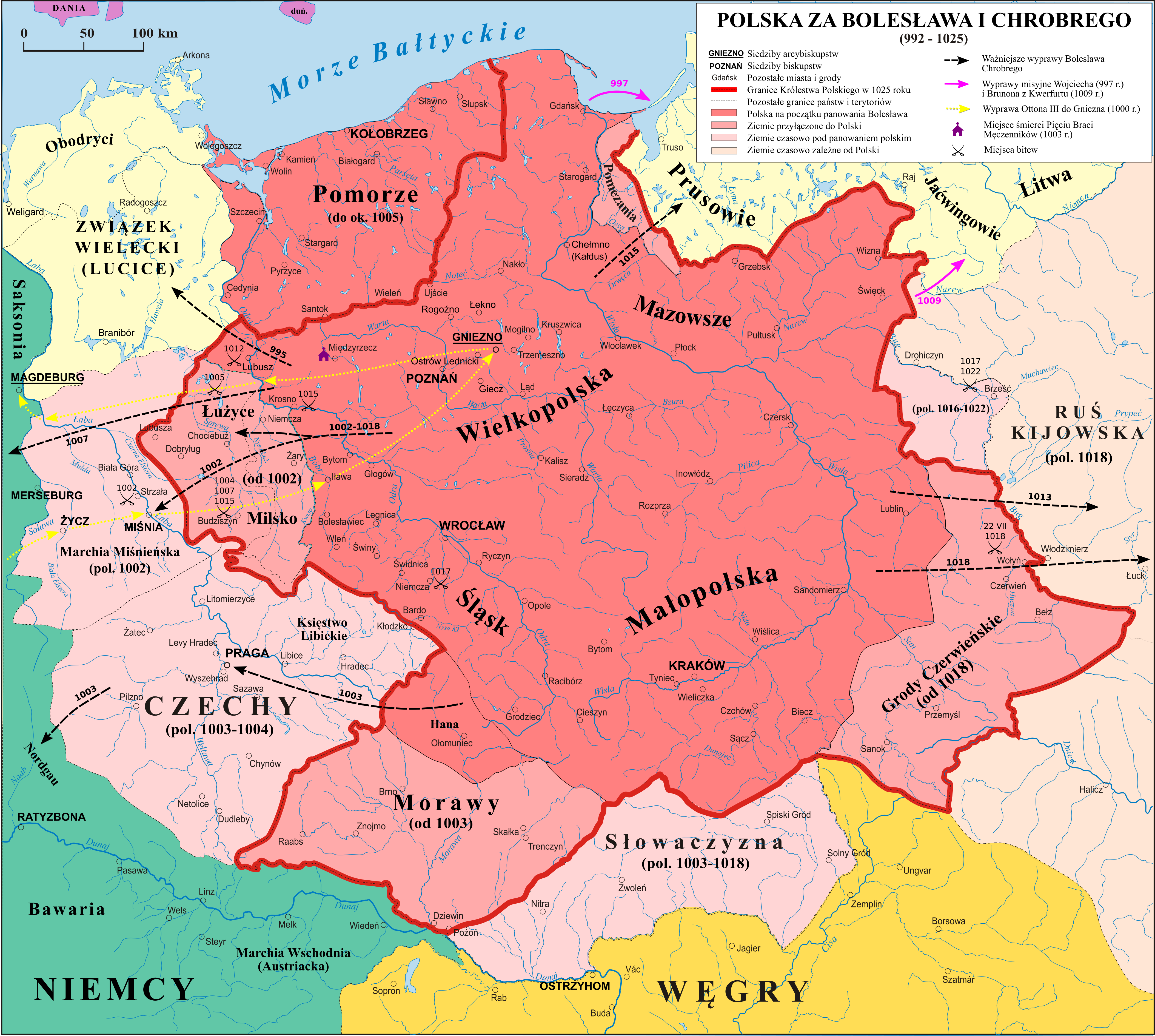
Polska za panowania Bolesława Chrobrego (992–1025). Zaznaczone biskupstwa ustanowione w roku 1000.

Badania dendrochronologiczne dowodzą, że jednocześnie w krótkim czasie ok. 985 roku powstały grody we Wrocławiu, Głogowie i Opolu, w formie tzw. grodów piastowskich. Także w źródłach pisanych Śląsk już w 990 roku został wzmiankowany jako wchodzący w skład państwa Mieszka I. Wejście Śląska w skład państwa Polan potwierdza także dokument Dagome iudex z ok. 991 r. Utworzone w czasie zjazdu gnieźnieńskiego w 1000 roku, podporządkowane metropolii w Gnieźnie, biskupstwo wrocławskie objęło swym zasięgiem cały obszar Śląska. Pierwszym rzymskokatolickim biskupem wrocławskim został bp Jan (Johannes Wrotizlaensis episcopus). Kasztelanię bytomską (z Siewierzem) i oświęcimską pierwotnie należącą do Małopolski, przyłączono do Śląska w XII w., ale w granicach diecezji krakowskiej pozostawiono do końca XVIII w.
W 1010 roku niemiecki król Henryk II Święty spustoszył terytorium śląskich Dziadoszan, a w 1010 i 1017 roku ponownie najechał Śląsk. Wtedy skutecznie broniły się Głogów i Niemcza. W 1025 roku, wraz z koronacją Bolesława Chrobrego, Śląsk wszedł w skład nowo utworzonego Królestwa Polskiego. W latach 1034–1038 miała miejsce na Śląsku reakcja pogańska. Inne źródło podaje, że reakcja pogańska na Śląsku miała miejsce w latach 1031–1032, kiedy zburzona została katedra wrocławska i budowano świątynię pogańską na zburzonym wale grodu Mieszkowego. W 1038 lub 1039 czeski książę Brzetysław I spustoszył Śląsk, przyłączając do Czech ziemie po lewej stronie rzeki Odry. Opawa, Karniów i Głubczyce przeszły z diecezji wrocławskiej do diecezji ołomunieckiej. Zostało to usankcjonowane w układzie ratyzbońskim w 1041 roku.
Książę Kazimierz Odnowiciel w 1046 roku reaktywował biskupstwo wrocławskie, a w 1050 zajął zbrojnie Śląsk. W wyniku zjazdu w Quedlinburgu w 1054 r., książę Kazimierz Odnowiciel uzyskał uznanie swojej władzy na Śląsku (poza prowincją gołęszycką, później zwaną opawską), w zamian za cenę rocznego trybutu 500 grzywien srebra i 30 grzywien złota na rzecz Czech. Trybut zaprzestaje płacić król Bolesław Szczodry w 1069 r., próbując też jednocześnie odzyskać Opawszczyznę. Od roku 1080 ziemia kłodzka wraca do pozostałej części Śląska odzyskana przez księcia Władysława Hermana. W roku 1093 miał miejsce najazd czeskiego księcia Brzetysława II na lewobrzeżny Śląsk, w wyniku którego został spustoszony teren od Ryczyny po Głogów. Po najeździe, Władysław Herman ponownie zaczął płacić trybut ze Śląska na rzecz Czech, a ziemia kłodzka trafiła pod panowanie jego syna księcia Bolesława Krzywoustego, natomiast reszta Śląska pod panowanie jego brata Zbigniewa. W 1096 roku Brzetysław II ponownie najechał Śląsk, niszcząc m.in. Bardo.
Od roku 1100 pełną kontrolę nad całym Śląskiem przejmuje książę Bolesław Krzywousty. W latach 1103 i 1106 mają miejsce czeskie najazdy na Górny Śląsk. Niedługo później, w roku 1109 miał miejsce najazd króla niemieckiego Henryka V na Polskę, podczas którego doszło do starć pod Bytomiem Odrzańskim i od 24 sierpnia niepomyślnego dla Henryka V oblężenia Głogowa. W okolicach Wrocławia doszło prawdopodobnie do kolejnego niepomyślnego dla króla niemieckiego starcia (według Galla Anonima ...cesarz postąpił pod Wrocław, gdzie jednak nic więcej nie zyskał, jak trupy na miejsce żywych), po którym Henryk V wycofał się spod Ryczyna do Czech. W odwecie w 1110 r., Bolesław Krzywousty przeprowadził najazd na Czechy, a w 1114 r. zaprzestał oficjalnie wypłacać trybut. Konflikt zakończył w 1115 r. układ pokojowy nad Nysą pomiędzy księciem Bolesławem Krzywoustym i księciem czeskim Władysławem I. Okres pokoju został przerwany w latach 1132–1134, gdy miały miejsce trzy czeskie najazdy na Śląsk. W 1137 pokój kłodzki między Krzywoustym, i czeskim księciem Sobiesławem I zostawiał przy Polsce cały Śląsk, z wyjątkiem ziemi opawskiej i karniowskiej oraz kłodzkiej, co zwiastowało utrwalony w przyszłych wiekach podział polityczny. W 1138 roku na mocy testamentu Bolesława Krzywoustego, który dał początek rozbiciu dzielnicowemu Polski, Śląsk przypadł najstarszemu synowi Krzywoustego, księciu Władysławowi II Wygnańcowi (księstwo śląskie).

## Księstwa śląskie 1163–1327/1335

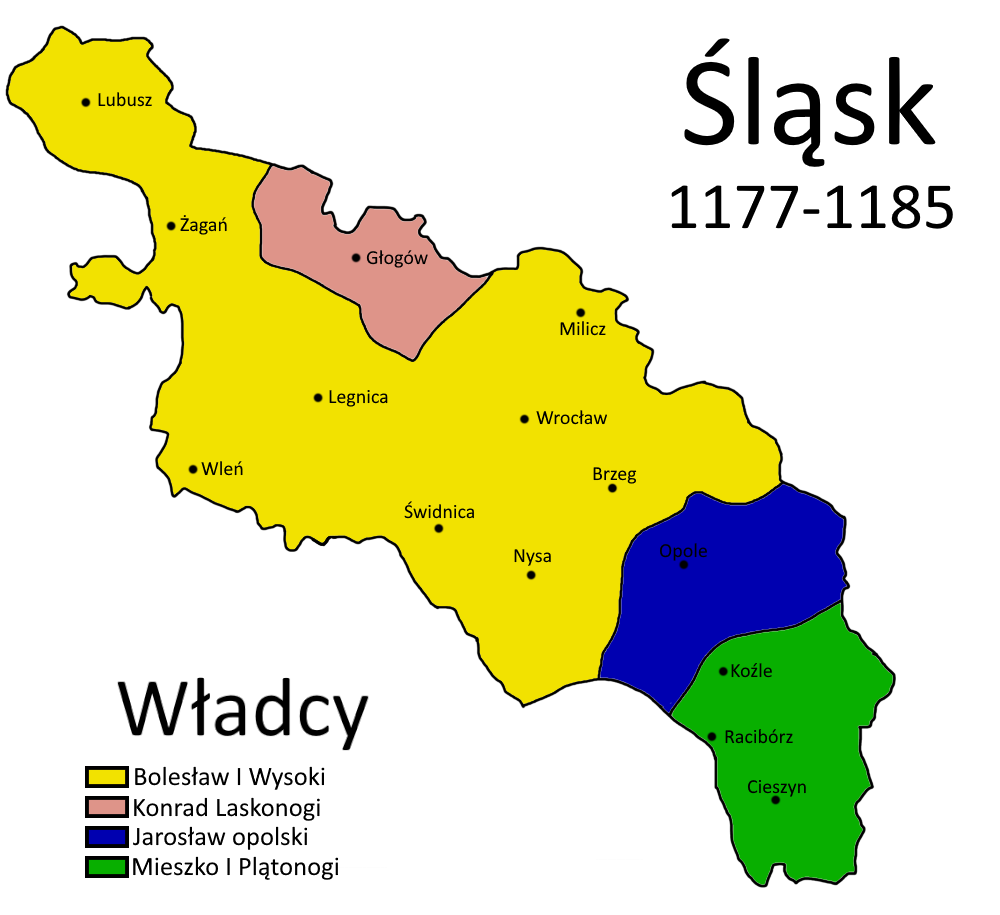
Podzielone na spadkobierców Wygnańca Księstwo Śląskie

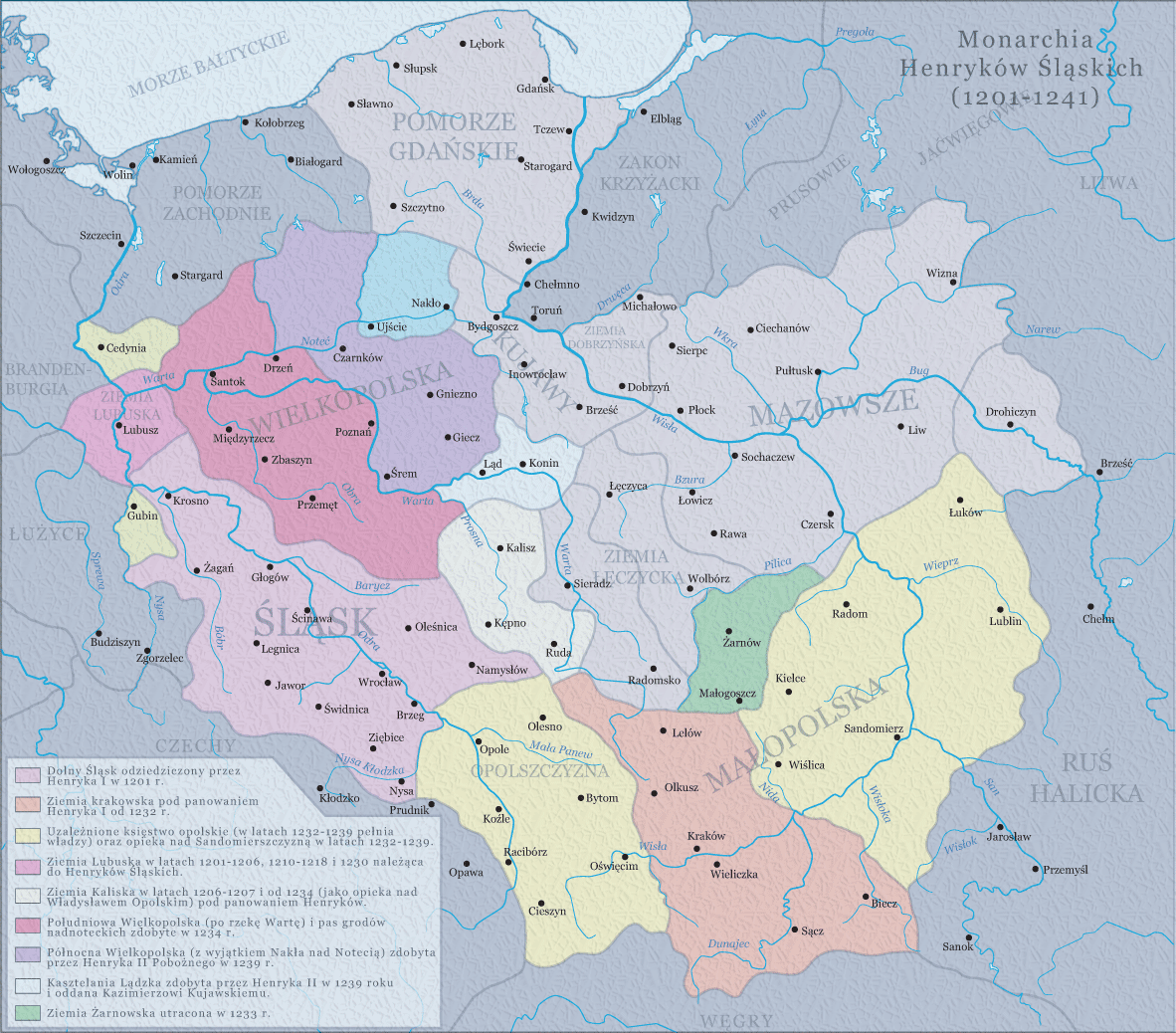
Monarchia Henryków Śląskich (1201-1241)

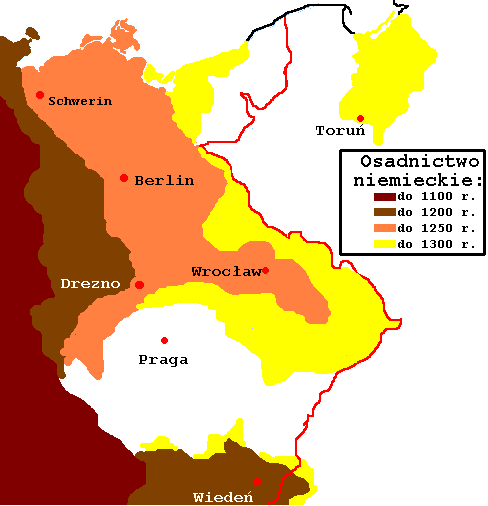
Niemieckie osadnictwo na wschodzie, w tym na Śląsku

Po śmierci Krzywoustego, Śląsk przypadł księciu senioralnemu Władysławowi II Wygnańcowi. Jego rządy zakończyła ucieczka po przegranych walkach z młodszymi braćmi w 1146 roku do Świętego Cesarstwa Rzymskiego, gdzie prosił swojego szwagra Konrada III o pomoc w odzyskaniu władzy. Tymczasem zwycięscy juniorzy podzieli kraj na nowo, Śląsk zajął Bolesław IV Kędzierzawy. Po zbrojnych interwencjach Konrada w 1146 i jego następcy, cesarza Fryderyka I Barbarossy w 1157, Bolesław Kędzierzawy złożył hołd lenny cesarzowi w Krzyszkowie pod Poznaniem i zobowiązał się zwrócić Śląsk. Z realizacją przyrzeczenia polski książę-senior zwlekał jednakże do czasu śmierci Władysława Wygnańca i jego żony Agnieszki, aż do 1163 roku, kiedy to wreszcie mogli powrócić na Śląsk synowie wygnańca, Bolesław Wysoki, Mieszko Plątonogi i Konrad. Władzę nad Śląskiem przejął najstarszy z nich Bolesław I Wysoki, Kędzierzawy zachował jednak swe wpływy w głównych miastach. W 1172 r. juniorzy (Mieszko i Konrad) i syn Wysokiego, Jarosław upomnieli się o swoją część dziedzictwa, wywołując wojnę domową, w wyniku której Mieszko otrzymał wschodni kraniec (z Raciborzem i Cieszynem) a Jarosław część środkową (z Opolem). Zapewne w 1178 Konrad Laskonogi z dynastii Piastów otrzymał od Kazimierza Sprawiedliwego marchię głogowską. Był to księstwo niesamodzielne. Po śmierci Konrada Laskonogiego rządzone przez niego tereny wróciły w pod władzę Bolesława Wysokiego.
W 1178 książę krakowski Kazimierz Sprawiedliwy przekazał księciu opolskiemu Mieszkowi terytoria małopolskie: kasztelanię bytomską (z Siewierzem) i Chrzanów oraz kasztelanię oświęcimską. Pierwotna granica śląsko-małopolska leżąca na dziale wodnym Odry i Wisły została przesunięta na wschód i od tego czasu datuje się przynależność kasztelanii bytomskiej do Śląska, choć przez dłuższy czas ziemie te pozostały w kościelnej administracji podległe biskupstwu krakowskiemu. Kolejni książęta do Śląska włączyli również Ostrzeszów i Kępno, które później stały się częścią Wielkopolski.
W 1201 roku zmarli Jarosław, którego dziedzinę przejął zbrojnie Mieszko dając początek księstwu opolskiemu, i Bolesław I Wysoki, po którym władzę w księstwie śląskim przejął Henryk I Brodaty, założyciel tzw. dynastii Henryków Śląskich. Ambicją dynastii Henryków (Henryk I Brodaty, Henryk II Pobożny) było przejęcie kontroli nad pozostałymi obszarami Polski, co im się do 1241 w dużej mierze udało. Rządy Henryków, to na Śląsku okres wzmożonego osadnictwa niemieckiego i związanego z nim gwałtownego wzrostu liczby ludności, powstawania miast i wiosek na prawie niemieckim (najczęściej magdeburskim), i wzrostu gospodarczego. Kres planom Henryków położył najazd Mongołów, związane z nim wyludnienie znacznych części Śląska, jak również śmierć Henryka II w bitwie pod Legnicą. Istnieją przypuszczenia, że już w 1280 roku Henryk IV Probus usiłował opanować Kraków, w związku z planami koronacyjnymi.
Umowa z 1202 r. pomiędzy Henrykiem Brodatym a Mieszkiem Plątonogim, zatwierdzona bullą papieża Innocentego III z 25 listopada 1202 r., stała się podstawą definitywnego podziału Śląska na Dolny Śląsk, nazywany później tylko księstwem śląskim (ducatus Slezie) i Górny Śląsk nazywany księstwem opolskim (ducatus Opol). W XIII wieku nastąpiło silne rozdrobnienie księstw Dolnego Śląska (od 1249 r.) i Górnego Śląska (od 1281 r.).
W szczytowym okresie, na przełomie XIII/XIV w., istniało na ziemi śląskiej kilkanaście rywalizujących księstw piastowskich.

## Śląsk w Królestwie Czech

### Przejmowanie księstw śląskich
Po śmierci królów Czech i Polski, Wacława II w 1305 r. i Wacława III w 1306 r., księstwa śląskie stały się przedmiotem sporów między królem Czech i tytularnym królem Polski Janem Luksemburskim a królem Polski Władysławem I Łokietkiem w latach 20. XIV wieku. W 1322 roku Łokietek wykorzystał zamęt na Śląsku i na pewien czas opanował Wrocław. Przejściowo wykonywał nawet władzę zwierzchnią nad Śląskiem. Strata tego miasta przypada prawdopodobnie na lata 1324–1325. W trakcie wojny Łokietka z Brandenburgią, Jan Luksemburski po uchwaleniu podatków na wojnę przez szlachtę czeską wyruszył ze swoją armią w kierunku Polski. Jeszcze przed przekroczeniem Bramy Morawskiej do Opawy zjechali polscy książęta Bolesław niemodliński, Leszek raciborski, Kazimierz cieszyński, Władysław kozielsko-bytomski i złożyli hołd Janowi Luksemburskiemu. Następnie w Bytomiu hołd złożył mu Jan oświęcimski, a we Wrocławiu Bolesław opolski i Henryk VI wrocławski. W 1329 roku hołd złożyli mu Jan ścinawski, Bolesław brzesko-legnicki, Konrad oleśnicki i Henryk żagański.
W latach 1327–1336 większość księstw śląskich złożyło hołd Janowi Luksemburskiemu. Hołdy przekształciły większość księstw dzielnicowych w księstwa lenne. W niedalekiej przyszłości powstały także księstwa dziedziczne, czyli takie którymi bezpośrednio władał król czeski. Pierwszymi księstwami dziedzicznymi były głogowskie od 1331, wrocławskie od 1335 oraz świdnicko-jaworskie od 1368. W 1337 Jan Luksemburski odkupił od Albrechta z Fulštejnu ziemię prudnicką, a następnie razem z Prudnikiem przekazał ją Bolesławowi Pierworodnemu. W dniu 9 lutego 1339 roku w tzw. akcie krakowskim król Kazimierz Wielki zrzekł się na rzecz Luksemburgów swoich praw i roszczeń do śląskich księstw lennych Królestwa Czeskiego wymienionych w preliminariach z Trenczyna w 1335. Jedynie kilka księstw śląskich (księstwo jaworskie, księstwo świdnickie oraz księstwo ziębickie) pozostało po 1339 r. w rękach niezależnych Piastów śląskich. Byli to wspierający politykę króla Polski bracia Bolko II Mały i Henryk II świdnicki oraz ich stryj Henryk I jaworski.

### Wojna polsko-czeska o Śląsk
W 1344 roku rozpoczęła się wojna pomiędzy księciem Bolkiem świdnickim i królem Czech Janem Luksemburczykiem w trakcie której Czesi zajęli na krótko Kamienną Górę. W czerwcu 1345 roku wspierający Bolka świdnickiego Kazimierz Wielki wspierany przez Węgrów uderzył na księstwo opawskie. Wojska Kazimierza Wielkiego zajęły Pszczynę, puściły z dymem Rybnik oraz przystąpiły do oblężenia Żor. 29 czerwca 1345 roku Jan Luksemburski stanął obozem „pod Wodzisławiem”, co zmusiło Kazimierza Wielkiego do wycofania się. Król Czech przeprowadził kontrakcję w wyniku której wkroczył ze swojego obozu pod Wodzisławiem na ziemie polskie. Jan Luksemburski został jednak odparty w bitwie pod Lelowem i bitwie pod Pogonią. W 1346 roku król Kazimierz skłonił Władysława bytomskiego do naruszenia związku lennego z królem Czech i rok później wiosną wkroczył na krótko do księstwa wrocławskiego. W dniu 7 kwietnia 1348 roku Karol IV Luksemburczyk dokonał inkorporacji Śląska i Łużyc do Korony Królestwa Czeskiego, pomimo faktycznej jeszcze wtedy niezależności księstwa świdnicko-jaworskiego. Akt Karola IV jako króla rzymskiego i czeskiego z 7 kwietnia 1348 r. Monarcha proklamował wówczas m.in. Koronę Królestwa Czech (Coronae Regni Bohemiae), włączając do niej Śląsk i późniejsze Górne Łużyce. Akt ten, już jako cesarz rzymski, potwierdził w 1355 r. W odpowiedzi na akt inkorporacji król Polski ponownie wkroczył do księstwa wrocławskiego. Konflikt zażegnano zawarciem pokoju w Namysłowie. W 1360 Karol IV przyrzekł Kazimierzowi Wielkiemu nie podejmowanie starań o zmianę przynależności metropolitalnej biskupstwa wrocławskiego (ówczesny Śląsk w ramach państwa czeskiego pozostaje w kościelnym związku z Polską, z metropolią gnieźnieńską). Jednak potem Kazimierz Wielki podejmował jeszcze działania u papieża Urbana V na rzecz unieważnienia swojego zrzeczenia. W liście do Stolicy Apostolskiej z 20 kwietnia 1364 Kazimierz prosił o unieważnienie zrzeczeń terytorialnych dokonanych bez aprobaty papieża. Kancelaria królewska pisała w swym piśmie, że „król zawarł, pod przysięgą pewne układy, ze szkodą swojego Królestwa i Kościoła rzymskiego, co do niektórych księstw, władztw i ziem, należących od dawien dawna do prawa, panowania i władzy Królestwa i stanowiących jego własność, a nie zachowała się pamięć, aby było inaczej”. Suplika ta została przez kancelarię papieską opatrzona formułą „niech się stanie bez drugiego czytania” co oznacza, że wniosek ten zyskał aprobatę papiestwa, jednak bulla z tym związana nie jest znana.
W 1392 roku wraz ze śmiercią Agnieszki, wdowy po Bolku II, księciu świdnicko-jaworskim, ostatnie niezależne księstwo śląskie stało się księstwem dziedzicznym czeskich Luksemburgów. W roku 1404 Wacław IV Luksemburski obiecał zwrócić Śląsk Władysławowi Jagielle w zamian za pomoc wojskową przeciw Zygmuntowi Luksemburskiemu, ten jednak propozycji nie przyjął z powodu sprzeciwu panów polskich.
W połowie XIV wieku liczba ludności Górnego Śląska szacowana jest na około 150 000 ludzi, z czego ludność miejska to 23 000 osób. Początkowo językiem urzędowym była łacina, stopniowo zaczęto jednak używać języka niemieckiego, ze względu na fakt iż nie istniał jeszcze polski język kancelaryjny.
Od połowy XIV wieku pojawia się na Górnym Śląsku także kolonizacja na prawie zachodnim, zniemczone zostają okolice Nysy i Kluczborka.
W XV wieku, w wyniku wykupu i inkorporacji, kilka małych księstw na granicy z Małopolską zostało odłączonych od Śląska i z czasem włączonych do Królestwa Polskiego: siewierskie (1443), oświęcimskie (1457) i zatorskie (1494). Z dawnych kasztelanii małopolskich przy Śląsku pozostało księstwo bytomskie. Granica śląsko-małopolska z 1494 roku utrzymała się do rozbiorów Polski, a później była granicą Prus/Niemiec i Rosji do 1914 roku.

### Wojny husyckie
W XV w. dzielnica mocno ucierpiała w wyniku najazdów husytów, którzy zdobyli większość zamków i miast. Śląsk, podobnie jak Łużyce i część Moraw, popierał katolickiego władcę Czech – Zygmunta Luksemburskiego (jako król czeski 1420-1437), późniejszego cesarza, potem jego następców, królów Albrechta i Władysława Pogrobowca, obu z dynastii habsburskiej. Po śmierci tego ostatniego w 1457 r. w Pradze królem wybrano Jerzego z Podiebradów, utrakwistę, którego nie uznawał przede wszystkim Wrocław, a z czasem kuria rzymska i inne ziemie Korony Czeskiej (Łużyce, Morawy).
W 1469 roku Śląsk opanował wybrany przez część katolickiej szlachty na króla Czech (antykróla) Maciej Korwin, król Węgier. W związku z tym w 1474 roku król Czech Władysław II Jagiellończyk i król Polski Kazimierz IV Jagiellończyk podjęli interwencję zbrojną. W jej trakcie wojska polskie pokonały Węgrów pod Swanowicami, jednak nie były w stanie razem z Czechami zająć Wrocławia, w związku z tym pod koniec roku zawarto rozejm w Muchoborze Wielkim pod Wrocławiem. Na mocy pokoju ołomunieckiego z 1478 roku zarówno Władysław II Jagiellończyk, jak i jego konkurent Maciej Korwin mieli prawo do używanie tytułu króla czeskiego. Maciej Korwin dążył do centralizacji władzy, a rządy sprawował przez nadstarostów: Stefana Zapolyę i Jerzego von Steina, którzy piastowali także urząd starosty księstwa świdnicko-jaworskiego. Po śmierci Korwina w 1490 roku biskup wrocławski oraz książęta śląscy wyrazili zgodę na uznanie swoim panem Władysława Jagiellończyka.

## Pod władzą Habsburgów

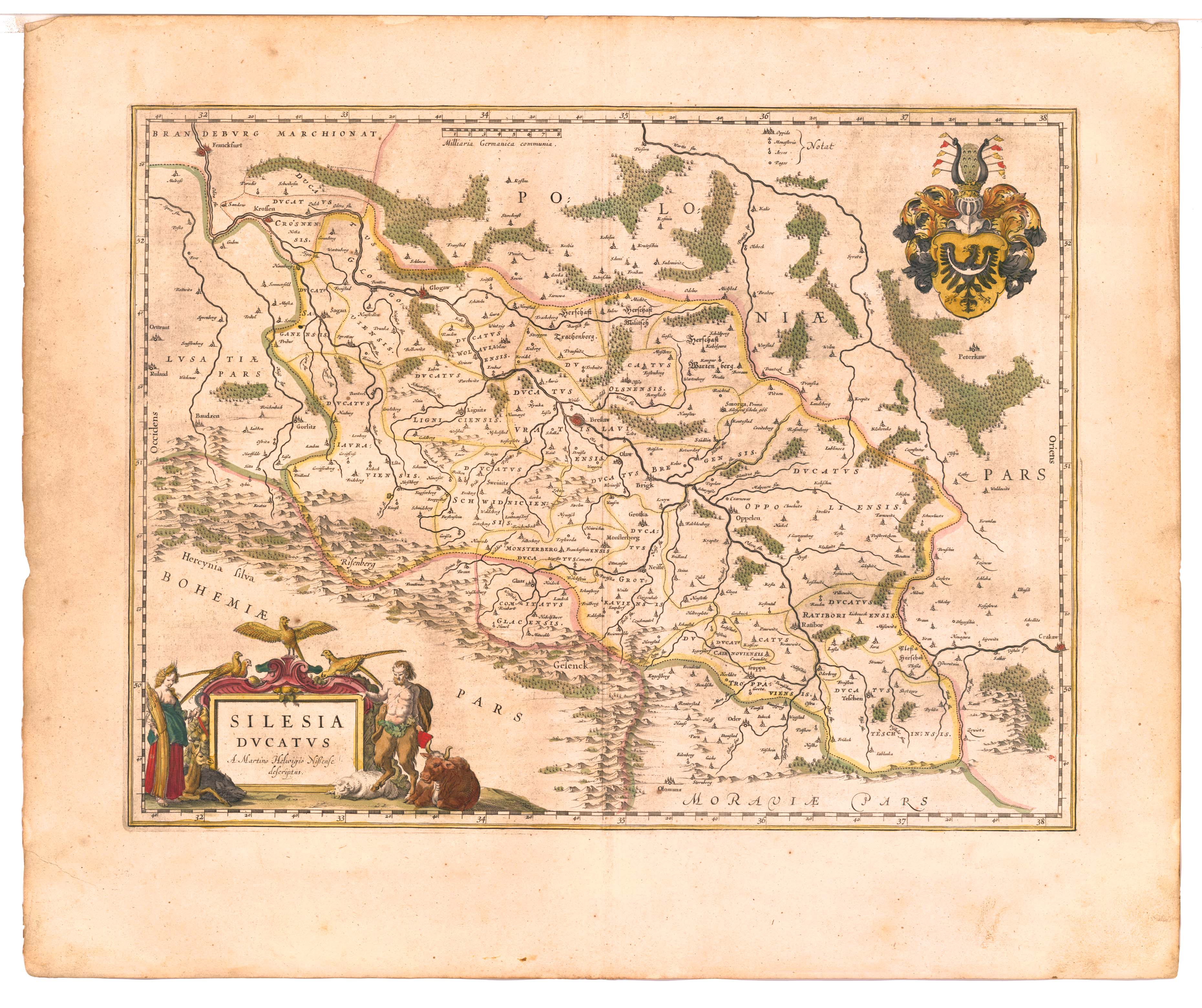
Mapa Śląska z ok. 1645, będąca przeróbką mapy Martina Helwinga z 1561

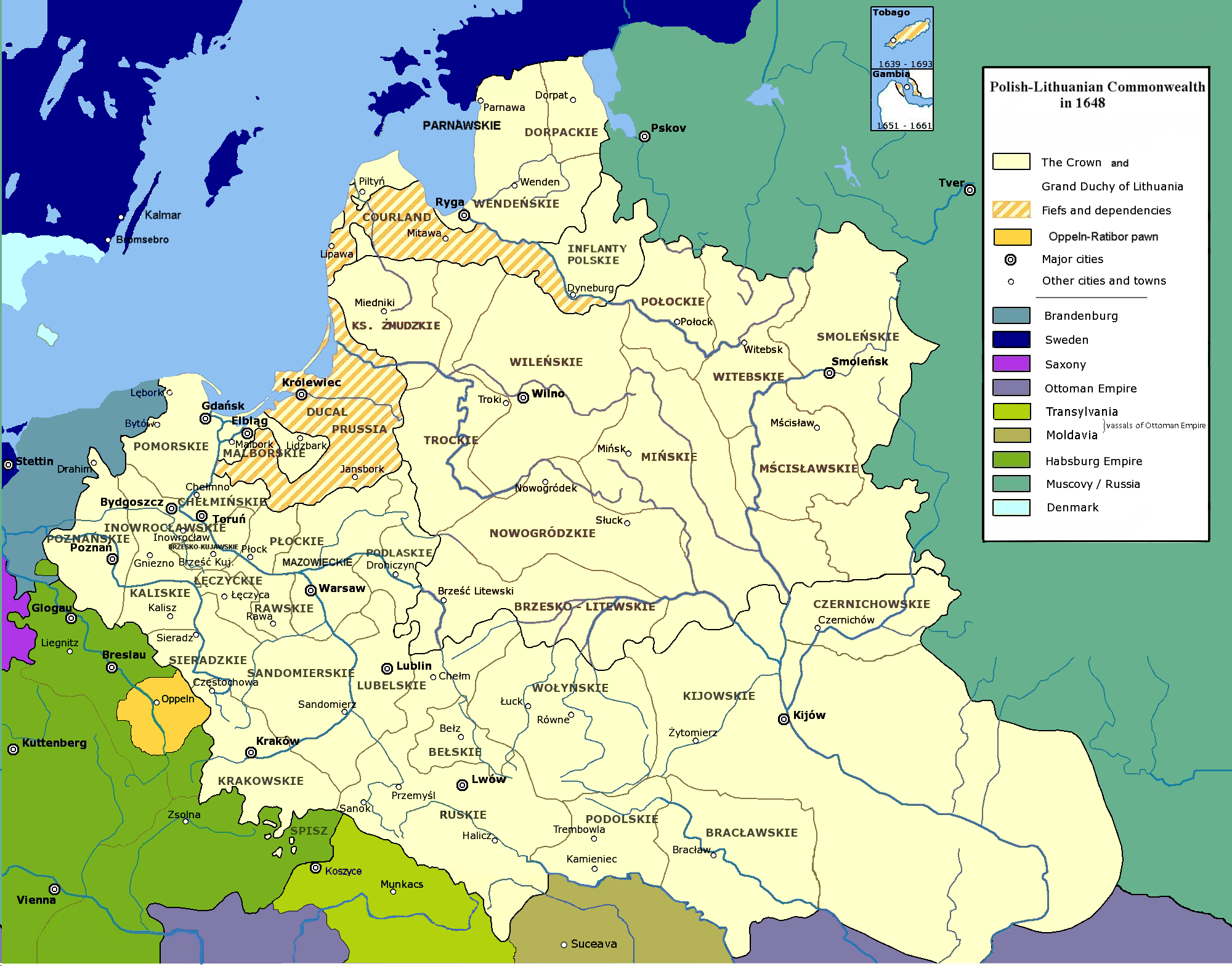
Księstwa opolskie i raciborskie we władaniu Wazów 1645-1666

Po śmierci Ludwika Jagiellończyka w 1526 wraz z całym Królestwem Czech Śląsk dostał się pod władzę dynastii Habsburgów. Był jedną z najcenniejszych i najbardziej rozwiniętych ziem monarchii, jednak okres habsburski cechował stopniowy spadek jego znaczenia wobec zamierania tradycyjnych szlaków handlowych. W wieku XVI również podejmowane były próby odzyskania Śląska przez Polskę m.in. królowa Bona planowała oddanie Habsburgom swojego dziedzicznego księstwa Bari (1527) lub Siedmiogrodu za Śląsk. W 1573 kandydowali do tronu polskiego Henryk XI legnicki i Wacław III Adam. Rok później swoją kandydaturę ponowił Henryk XI otrzymując 3 głosy.
Od początków XVI w. datują się dzieje reformacji na Śląsku, która odniosła spory sukces wypierając katolicyzm. Doprowadziło to do pojawienia się sporów konfesyjnych pomiędzy będącym ostoją katolicyzmu panującym domem Habsburgów a ludnością prowincji. Szczególnie silnie Śląsk ucierpiał w czasie wojny trzydziestoletniej, łupiony zarówno przez wojska cesarskie, jak i protestanckie i szwedzkie. Utracił 1/3 ludności, zniszczonych zostało 36 miast, blisko 1100 wsi, 113 zamków i warowni. Mimo tego, jego ludność po zakończeniu wojny wzrosła w szybkim czasie do 1 500 000 z 1 250 000.
Jeszcze w latach 1618–1620 przed bitwą na Białej Górze w polskiej literaturze politycznej problematykę śląską podejmują Jerzy Zbaraski i Stanisław Łubieński. Autorzy ci reprezentowali przeciwstawne poglądy na kwestię „zamieszek na Węgrzech i Czechach”, ale obydwaj wskazują na związki Śląska z Polską. Łubieński pisze w Dyskursie o sprawach Śląskich iż „Polakom nie braknie racji do przypomnienia swoich praw, które nie mogą być zniesione prywatnymi układami i co do których nie może zajść przedawnienie”.
W okresie 1645–1666 jako zastawy za posagi były we władaniu polskich Wazów księstwa opolskie i raciborskie. Ostatni książę śląski z dynastii Piastów Jerzy IV Wilhelm, książę legnicko-wołowsko-brzeski, zmarł w 1675 roku w Brzegu. W 1691 Oławę otrzymuje Jakub Ludwik Sobieski.

## Po wojnach śląskich
Księstwa śląskie pod panowaniem Habsburgów przed aneksją przez Królestwo Prus w 1740
     Pruska prowincja Śląsk (1815–1918)

Obszary śląskie w XVIII i XIX na obecnej mapie politycznej:
Księstwa śląskie pod panowaniem Habsburgów przed aneksją przez Królestwo Prus w 1740
Pruska prowincja Śląsk (1815–1918)

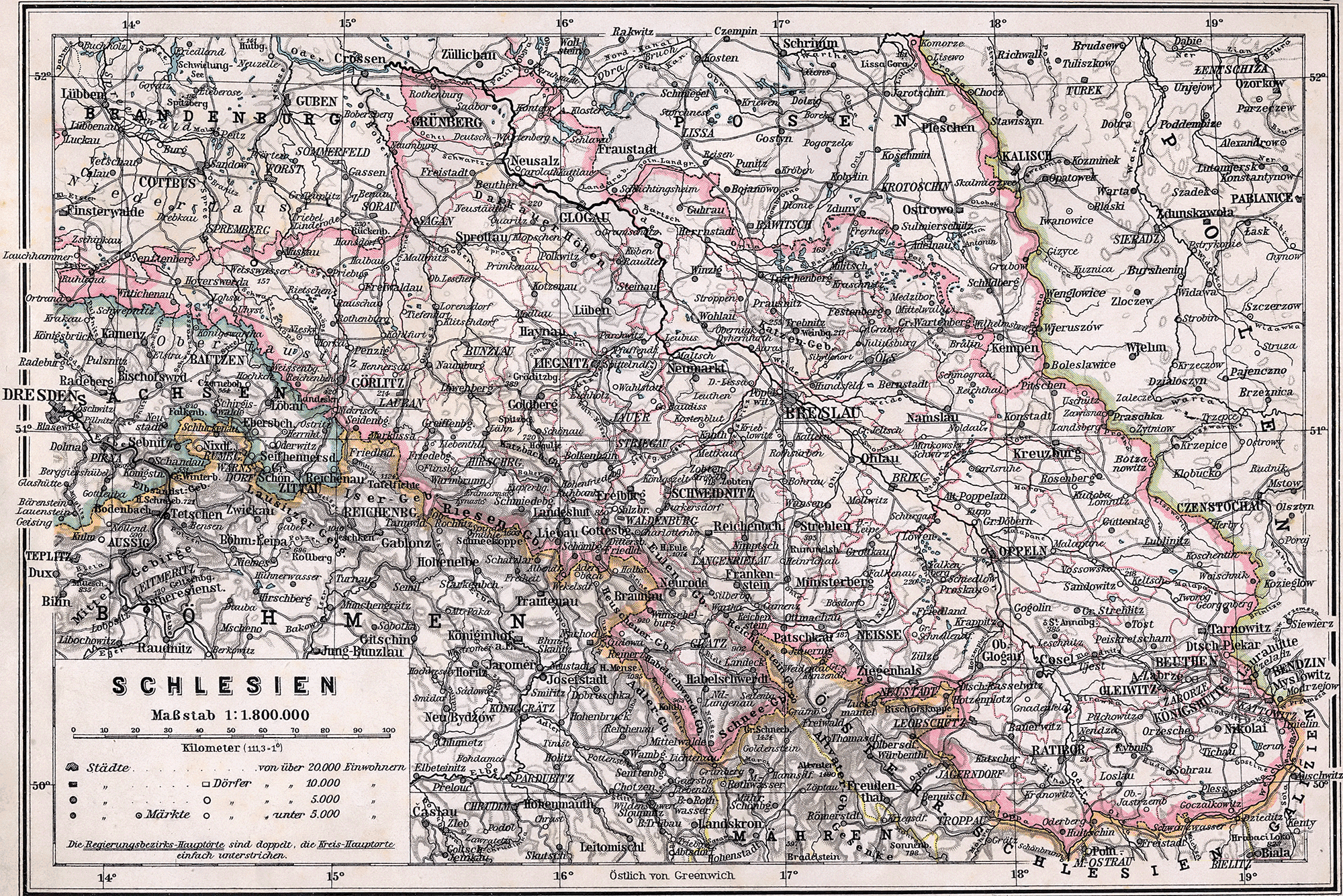
Mapa niemieckiej prowincji Śląsk z 1905 r.

W wyniku wojen śląskich większa część Śląska wraz z ziemią kłodzką stała się własnością Królestwa Prus, a potem Cesarstwa Niemieckiego, tracąc jednocześnie własną autonomię. W granicach Korony Czeskiej pozostała jedynie skrajna południowo-wschodnia część regionu – Śląsk Austriacki.
Królestwo Prus zdobyte terytorium nazwało Prowincją Śląską i w 1741 podzieliło na 2 departamenty kameralne ze stolicami we Wrocławiu (Śląsk Górny i tzw. Średni, 32 powiaty) i Głogowie (Śląsk Dolny, 16 powiatów). Granice dawnych księstw i powiatów pozostały w większości przypadków bez zmian, chociaż niektóre mniejsze jednostki wcielano do większych. Z trzech małych powiatów Nowogród, Przewóz i Żagań utworzono jeden duży w Żaganiu, z powiatów Prudnik, Biała i Głogówek jeden w Prudniku (choć początkowo stolica znajdowała się w Głogówku). Z powiatów Toszek i Gliwice powstał „podwójny” Toszek-Gliwice. Z dawnych wolnych państw stanowych swą rangę utrzymały tylko Bytom, Milicz i Pszczyna, stając się stolicami nowo utworzonych powiatów.
Od tego czasu dotychczasowa struktura etniczna części Górnego Śląska, która znalazła się w granicach państwa Hohenzollernów, i jego polski charakter ulega zmianie. Ma to związek z celową polityką germanizacyjną Prus. Narzędziem zaplanowanych przemian narodowościowych stały się szkoły, urzędy i kościoły. Wprowadzono język niemiecki jako urzędowy, wydano nakaz zatrudnienia w szkołach nauczycieli posługujących się wyłącznie językiem niemieckim. W roku 1764 zabroniono udzielać ślubów osobom nie znającym języka niemieckiego, a także zatrudniania ich do służby dworskiej, a młodzieży do nauki zawodu.
Przy germanizacji Górnego Śląska przeprowadzono akcję osadniczą, tzw. kolonizacja fryderycjańska. W samym tylko roku 1763 osiedlono na Górnym Śląsku 61 tys., zaś przez następne 40 lat ok. 110 tys. Niemców.
Podczas wojen napoleońskich na mocy dekretu cesarza Francuzów Napoleona Bonaparte z 6 kwietnia 1807 na Śląsku utworzono Legię Polsko-Włoską z powracających z Włoch oddziałów polskich. We Wrocławiu, Brzegu i Nysie sformowano trzy pułki piechoty, w Prudniku pułk ułanów, a w Korfantowie pułk lansjerów. Wzmocniono je rekrutami z Wielkopolski.
Twarde rządy Hohenzollernów nie sprzyjały początkowo rozwojowi dzielnicy. Jednak na początku XIX w. Dolny Śląsk stał się ośrodkiem antynapoleońskiego ruchu pruskich nacjonalistów. Wzmogli oni antypolską politykę – zakazano obchodzenia polskich tradycji ludowych i religijnych. Zwalczano także polskie nabożeństwa. Według zestawienia wyników spisów narodowościowych, niemiecki uczony Paul Weber w swojej pracy Die Polen in Oberschlesien. Eine statistische Untersuchung przedstawił, że na Górnym Śląsku w ciągu 20 lat ludność polskojęzyczna została zmniejszona z 61,1 do 58,6% w roku 1849. Mimo tego, wraz z Wiosną Ludów na sile przybrał polski ruch narodowy. Polscy chłopi szczególnie z Wrocławia, Bytomia, okolic Jawora, Brzegu, Bolkowa i Opola wystąpili przeciwko niemieckim obszarnikom, żądając zniesienia pańszczyzny. W wyniku majowych wyborów roku 1848 w berlińskim Zgromadzeniu Narodowym pojawiło się 13 posłów polskich z Górnego Śląska, pod przewodnictwem księdza Józefa Szafranka z Bytomia. W imieniu polskich gmin górnośląskich złożył on szereg postulatów w memoriale, w tym żądanie spolszczenia szkół i zrównania języka polskiego z niemieckim w sądach i urzędach. Zostały jednak one zignorowane. Powstał natomiast Klub Narodowy w Bytomiu, zrzeszający polskich górników i chłopów. Polscy nauczyciele zakładali czytelnie ludowe i gazety w języku polskim. Akcjami tymi kierowali Józef Lompa i Emanuel Smołka. Z powodu praktyk germanizacyjnych Polacy z Prudnika i jego okolic posyłali swoje dzieci poza Śląsk, na byłe terytorium Królestwa Polskiego, aby w spokoju mogły uczyć się języka polskiego. Pisał o tym nawet Filip Robota w „Gazecie Toruńskiej”.
Po przywróceniu samorządności i w wyniku otwarcia na wielki rynek Niemiec doszło do szybkiego rozwoju ekonomicznego i przemysłowego prowincji. Pierwsza linia kolejowa powstała w 1842 roku między Wrocławiem i Oławą. Na Górnym Śląsku silnie rozwinęło się górnictwo węgla kamiennego i związane z nim hutnictwo. W latach 1847–1848 na Śląsku panowała klęska głodu, w wyniku której zmarło 50 tys. osób. Po wyburzeniu fortyfikacji postępował gwałtowny rozwój miast – Wrocławia, Opola oraz miast górnośląskich związanych z przemysłem górniczym – Katowic, Gliwic, Królewskiej Huty (obecnie Chorzów) i innych.

## Po I wojnie światowej

Województwo śląskie w okresie międzywojennym

W wyniku ustaleń traktatu wersalskiego do Polski przyłączono bez plebiscytu skrawki Śląska z powiatów Góra, Syców i Namysłów. Z kolei na Górnym Śląsku doszło do trzech powstań śląskich (w 1919, 1920 oraz 1921) i plebiscytu, przeprowadzonego w warunkach dających przewagę Niemcom, w dniu 20 marca 1921. Wyniki plebiscytu były dla Polaków niekorzystne, jednak Rada Ambasadorów (na skutek decyzji o podziale Górnego Śląska z października 1921) pod wpływem III powstania śląskiego, wytyczyła ostatecznie granicę korzystniejszą dla Polski. W wyniku podziału, pomiędzy czerwcem a lipcem 1922, ok. 1/3 jego część Górnego Śląska została przyłączona do odrodzonej Polski, po stronie niemieckiej miało pozostać jednak 530 tys. Polaków. Rzeczywista liczba osób narodowości polskiej pozostała w niemieckiej części Górnego Śląska do dziś budzi spory.
Polska przejęła 29% obszaru objętego plebiscytem, z 46% zamieszkującej ludności (ok. 996 tys. ludzi, w tym 250 tys. Niemców). Ukonstytuowało się także województwo śląskie, które otrzymało autonomię, natomiast po stronie niemieckiej rejencję opolską w 1919 roku podniesiono do rangi prowincji Górny Śląsk. Niewielki fragment pruskiego Górnego Śląska został przyłączony do Czechosłowacji (kraik hulczyński).
Nowa granica polsko-niemiecka na Górnym Śląsku przecinała, na co zwraca uwagę literatura niemiecka, stare układy gospodarcze i przemysłowe, doszło do podziału przedsiębiorstw, majątków ziemskich, miast i wsi. Zdarzały się sytuacje, że szyby kopalniane były oddzielone granicą od złoża, a wielkie piece od zakładów przetwórczych. Szczególnie dotknęło to Bytom, który został z trzech stron otoczony Polską. Trudna sytuacja była w miejscowościach położonych na pograniczu śląsko-wielkopolskim, w przeszłości bogacących się na handlu między tymi regionami – np. w Kluczborku liczba przejeżdżających pociągów spadła ze 100 do 2 na dobę. Niezbędne okazały się inwestycje w sieć kolejową – m.in. w Gliwicach zmodernizowano węzeł i wybudowano nową stację kolejową, podobnie jak w Kędzierzynie, Raciborzu i Bytomiu.
O losie księstwa cieszyńskiego, będącego wcześniej częścią Austro-Węgier, miał również zdecydować plebiscyt. Jednak latem 1920 podczas ofensywy Tuchaczewskiego na Warszawę, minister spraw zagranicznych Edward Benesz wymusił podział Śląska Cieszyńskiego (wzdłuż linii rzeki Olzy) oraz spornych terenów Spisza i Orawy. W tej sytuacji planowany plebiscyt został odwołany i 28 lipca 1920 r. obradująca w Paryżu Rada Ambasadorów sama dokonała podziału tego obszaru. W niektórych gminach obszaru Śląska Cieszyńskiego który przypadł Czechosłowacji, Polacy stanowili większość mieszkańców. Polski rząd uznał aneksję Zaolzia przez Czechosłowację ze względu na pogarszającą się sytuację na froncie wojny polsko-bolszewickiej pod warunkiem przepuszczania przez Czechosłowację transportów z bronią dla Wojska Polskiego. W 1938 r., korzystając z nacisków, jakie Adolf Hitler wywierał na Czechosłowację, władze polskie rozpoczęły realizację przygotowywanych od 1934 r. planów rozwiązania siłowego (Komitet Siedmiu przy Sztabie Generalnym). 21 września Polska zażądała oddania zamieszkanej przez Polaków części Zaolzia (termin ultimatum: 30 września). Żądaniom towarzyszyła koncentracja na granicy tzw. Samodzielnej Grupy Operacyjnej „Śląsk” (dow. gen. Władysław Bortnowski), dywersje przygraniczne (ataki na posterunki i urzędy) i kampania propagandowa – w Katowicach powstały Legion Zaolziański oraz Komitet Walki o Śląsk Zaolziański. Rząd czechosłowacki ugiął się przed ultimatum 1 października, oddziały polskie wkroczyły na Zaolzie następnego dnia, zajmując jednocześnie przylegający do niego fragment ziemi czadeckiej, leżącej na Słowacji, a według niektórych opinii będącej kiedyś częścią Śląska.
Pozostała część czeskiego Śląska została przyłączona (jak część Kraju Sudetów) do III Rzeszy.

## II wojna światowa
Rejonu Górnego Śląska broniła Armia Kraków, która 1 września 1939 skupiła na sobie główny ciężar uderzenia niemieckiej 14 Armii. 14 Armia siłami VIII Korpusu okrążyła Górny Śląsk, atakując Bożą Górę i Wyry a XVII Korpus zaatakował w tym samym czasie Bielsko. Po rozbiciu sił granicznych doszło do przegranej przez Polaków bitwy pszczyńskiej. Nasilająca się przewaga sił niemieckich oraz uporczywe ataki niemieckich dywersantów w Katowicach, Pszczynie i Bielsku, spowodowały uzyskanie zgody Naczelnego Wodza na odwrót sił polskich ze Śląska. Decyzję tę podjął 2 września dowódca Armii Kraków, gen. Antoni Szylling, wycofując jej oddziały na całej długości frontu. Zgoda Naczelnego Wodza na odwrót w drugim dniu wojny Armii Kraków z ufortyfikowanych pozycji na Górnym Śląsku jest krytykowana przez historyków wojskowości. Armia Kraków nie wyszła z zagrożenia okrążeniem przez niemieckie jednostki szybkie, odsłoniła natomiast trwającą koncentrację odwodowej Armii Prusy wobec natarcia niemieckiej 10 Armii.
Po wycofaniu się jednostek polskich cały Śląsk znalazł się pod władzą niemiecką. Dotychczas polską część Śląska przyłączono do prowincji Górny Śląsk, jako rejencję katowicką. Niemieckie władze okupacyjne rozpoczęły politykę terroru i represji w stosunku do Polaków. Pierwsza fala aresztowań Polaków miała miejsce jeszcze we wrześniu 1939, dokonywano ich na podstawie sporządzonych jeszcze przed wojną list zawierających nazwiska aktywnych politycznie i społecznie Polaków. Po raz drugi przystąpiono do aresztowań w październiku i listopadzie 1939 w ramach tzw. „akcji przeciwinteligenckiej”, Intelligenzaktion Schlesien, wymierzonej przeciwko polskiej inteligencji – w jej wyniku wymordowano 2000 Polaków (byłych powstańców śląskich, działaczy plebiscytowych, dziennikarzy, polityków, księży i innych osób sympatyzujących z Polską). Trzecia fala aresztowań, która nastąpiła w maju i kwietniu 1940 roku, zbiegła się w czasie z akcją AB prowadzoną w Generalnym Gubernatorstwie, większość z aresztowanych i osadzonych w więzieniach oraz obozach koncentracyjnych zmarła.
W Katowicach jednym z najcięższych ośrodków prześladowań było więzienie przy ul. Mikołowskiej gdzie gilotynowano osoby skazane na śmierć. W powiecie katowickim więzienie i obóz karny w którym przetrzymywano Polaków z Górnego Śląska znajdowały się w Mysłowicach, natomiast w powiecie bielskim mieścił się obóz koncentracyjny w Auschwitz-Birkenau i dwa obozy karne w Dworach i Jawiszowicach.
Równolegle przeprowadzano wysiedlenia ludności polskiej z obszaru Górnego Śląska i obszarów przyległych – od 1939 do początku 1942 z różnych obszarów rejencji katowickiej wywieziono ok. 40 tys. Polaków (20 tys. z powiatu żywieckiego, 14 tys. z powiatu pszczyńskiego, oraz kilka tysięcy z innych rejonów), w większości chłopów i właścicieli ziemskich zaangażowanych politycznie przed rokiem 1939. W ich miejsce osiedlano osadników niemieckich z Rzeszy i przesiedleńców niemieckich. Po kolejnym etapie wysiedleń w latach 1942–1943 sprowadzono do końca 1943 ok. 38 000 przesiedleńców i 192 tys. Niemców z Rzeszy. Ogółem liczba ofiar śmiertelnych wśród Polaków z obszaru byłego województwa śląskiego w czasie okupacji niemieckiej w latach 1939–1945 wyniosła 25 tys. ludzi, w tym 20 tys. ludności miast.
8 października 1939 dekretem Adolfa Hitlera obszar Górnego Śląska został wcielony do Rzeszy. W wyniku dalszych działań, od marca 1941 90% mieszkańców rejencji katowickiej wpisano na niemiecką listę narodowościową DVL (niem. Deutsche Volksliste), a ok. 40 000 wcielono przymusowo do Wehrmachtu. Volkslista (DVL) kategoryzowała osoby na nią wpisane do odpowiedniej grupy (według pochodzenia i stosunku do państwa niemieckiego). Grupę I stanowili Niemcy aktywni politycznie, natomiast IV i ostatnią, Polacy. Polacy nie wpisani na DVL nie mogli zostać obywatelami Rzeszy. Od lutego 1942 nie wpisanie się na listę mogło skutkować wysłaniem do obozu koncentracyjnego, zaś od końca 1944 praktycznie śmierć. W zaistniałej sytuacji wyrzeczenie się własnej narodowości mogło uratować życie, choć mogło być postrzegane jako zdrada. Dlatego biskup katowicki Stanisław Adamski za zgodą Stolicy Apostolskiej oraz Rządu Rzeczypospolitej Polskiej na uchodźstwie, nakłaniał wiernych do deklarowania narodowości niemieckiej, aby utrudnić wrogowi zamiar wyniszczenia narodu polskiego.
Niemieckie władze prowadziły także walkę z językiem polskim, na podstawie urzędowo wydanych decyzji zakazu używania tego języka, pod propagandowym hasłem „Kto mówi po polsku jest naszym wrogiem” – sprzyjało temu niszczenie księgozbiorów i bibliotek z literaturą w języku polskim. Za używanie języka polskiego bito, publicznie ją wyśmiewano, stosowano kary pieniężne i aresztu. Zniesiono także nabożeństwa w języku polskim oraz usuwano księży, którzy mimo zakazu stosowali język polski. Zacierano inne ślady polskości poprzez zmianę nazwy polskich miejscowości, ulic i placów na niemieckie oraz usuwano wszelkie polskie napisy.
Oprócz tego realizowano cele nazistowskiej polityki rasowej, m.in. prowadzono akcję germanizacyjną w stosunku do osób uznanych za „wartościowe” rasowo, w stosunku do polskich dzieci nie spełniających wymogów rasowych lub zdrowotnych dokonywano eksperymentów medycznych, w ramach założeń tzw. eugeniki negatywnej stosowano tzw. eutanazję (wówczas naziści, dla ukrycia zbrodniczego charakteru swoich działań, określali tym terminem proces uśmiercania niepełnosprawnych), np. w ośrodku doświadczalnym Medizinische Kinderheilanstalt w Lublińcu i podobnej placówce w Cieszynie, natomiast osoby psychicznie chore lub upośledzone przeznaczone do eksterminacji w ramach akcji T4 wywożono z rejonu Śląska do zamku Sonnenstein w miejscowości Pirna. Terror niemiecki na Górnym Śląsku był bardziej masowy niż na innych polskich terenach, co spowodowało także zwiększoną aktywność polskiego ruchu oporu, m.in. działała tu Organizacja Orła Białego, powiązana z ZWZ-AK, a także oddziały dywersyjne i partyzanckie GL-AL i różne inne organizację sabotażowe. W styczniu 1945 przez Górny Śląsk przeszły marsze śmierci. Główny marsz odbywał się na trasie z Oświęcimia do Wodzisławia Śląskiego, a także dalej przez opolską część Górnego Śląska m.in. do KL Gross Rosen. Szacunkowa liczba ofiar ewakuacji KL Auschwitz i jego podobozów wyniosła w tym czasie 3500. W toku ewakuacji zginęło z rąk niemieckich nazistów (żołnierzy Wehrmachtu, SS, Żandarmerii, Policji i Volkssturmu) także kilkuset więźniów niemieckich więzień sądowych i policyjnych. Śmierć dosięgła także nieznaną liczbę jeńców wojennych z systemu obozów jenieckich Lamsdorf (wraz z podległymi komandami pracy), robotników przymusowych i likwidowanych Polenlagrów.
Od 18 stycznia do 31 marca 1945 1 Front Ukraiński marszałka Koniewa podczas operacji zaczepnych w rejonie Śląska (tzw. operacje śląskie i Operacja morawsko-ostrawska) zlikwidował niemiecką Grupę Armii „Środek” feldmarszałka Schörnera, rozbijając 28 dywizji i niszcząc całkowicie 5 dywizji niemieckich. Armia Czerwona zajęła tym samym obszar całego Śląska. Dla III Rzeszy utrata tak ważnego obszaru przemysłowego oznaczała znaczne obniżenie możliwości obronnych (gdyż w tym rejonie znajdowały się kluczowe dla przemysłu zbrojeniowego zakłady produkcyjne) i pogorszenie sytuacji strategicznej, w konsekwencji przyspieszyło to upadek III Rzeszy – koniec II wojny światowej nastąpił w dniu 8 maja 1945.

## Śląsk od 1945 roku

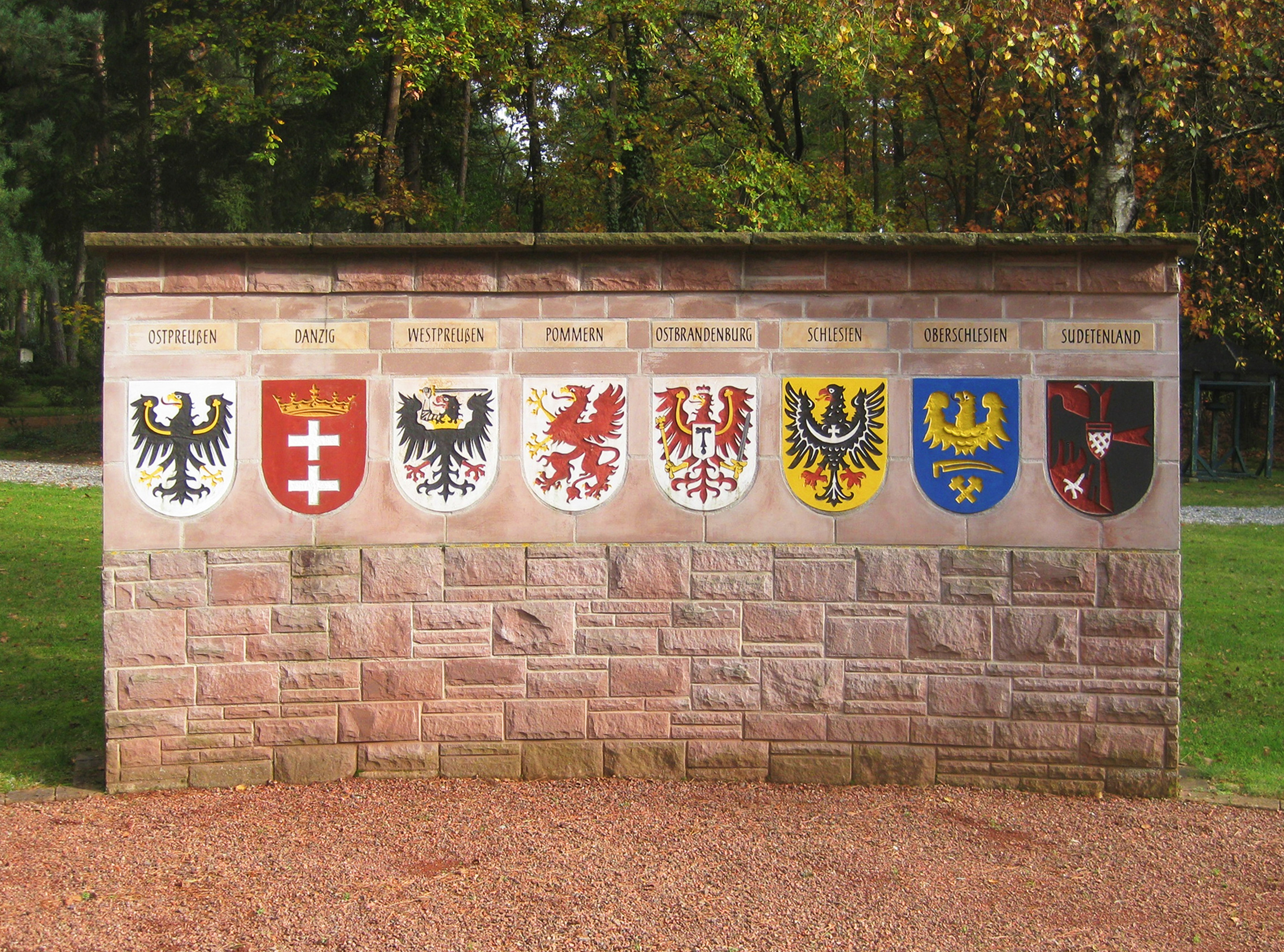
Cmentarz w Bielefeld. Herby ziem utraconych przez Niemcy po II wojnie światowej. Na rzecz Polski i ZSRR: Prusy Wschodnie, na rzecz Polski: Gdańsk, Prusy Zachodnie, Pomorze, Brandenburgia Wschodnia, Dolny Śląsk, Górny Śląsk i na rzecz Czechosłowacji: Kraj Sudetów

Po zakończeniu II wojny światowej prawie cały niemiecki Śląsk (wraz z Pomorzem Zachodnim, częścią Brandenburgii i Prus Wschodnich) przekazany został Polsce na mocy decyzji tzw. wielkiej trójki w zarząd. Pozostałe przy Niemczech fragmenty Prowincji Śląskiej włączono do Brandenburgii i Saksonii. Zamieszkała tu dotąd ludność niemiecka, a gdzieniegdzie czeska, została decyzją Sojuszniczej Rady Kontroli z 20 listopada 1945 przymusowo wysiedlona. Jej miejsce zajęli mieszkańcy Polski środkowej, przesiedleńcy zza nowej granicy na wschodzie, z Kresów Wschodnich, głównie z Wołynia, wschodniej Galicji oraz Wileńszczyzny. Ogółem do stycznia 1947 napłynęło na teren Śląska 2 630 000 osób z tych terenów. Jedynie na Górnym Śląsku pozostała część miejscowej ludności, tzw. autochtonów. W 1947 roku w ramach akcji „Wisła” przesiedlono na Dolny Śląsk także część przymusowo wysiedlonych Ukraińców i Łemków. Armia Czerwona przekazywała stopniowo od 1945 roku miejscowości i obrabowane zakłady, czasem jednak także zabierała, np. Świętoszów z poligonem. W Legnicy znajdowało się dowództwo Północnej Grupy Wojsk Radzieckich.
Śląsk stał się przyczyną konfliktu granicznego między Polską i Czechosłowacją – rząd w Pradze wysunął roszczenia m.in. do ziemi kłodzkiej i raciborskiej, z kolei Warszawa chciała utrzymać granicę z 1939 na Śląsku Cieszyńskim. Ostatecznie, m.in. w wyniku nacisku Związku Radzieckiego, utrzymana została granica sprzed 1938 (polsko-czechosłowacka i dawna granica niemiecko-czechosłowacka).
Tuż po wojnie władze PRL zakładając, iż ludność śląska jest niemiecka, poddawała ją procesowi weryfikacji. Do końca lat 40. XX wieku z samego Górnego Śląska wysiedlono 300 tys. osób, lecz w dalszym ciągu Ślązacy uważani byli za zgermanizowanych Słowian. Od lutego do kwietnia z terenów Górnego Śląska wywieziono kilkadziesiąt tysięcy ludzi na niewolniczą pracę do ZSRR. Także w Polsce mieszkańcy Śląska byli prześladowani (między innymi w obozach w Świętochłowicach i Siemianowicach).
W okresie pierwszych lat Polskiej Rzeczypospolitej Ludowej na Śląsku przeprowadzono także intensywną polonizację (tzw. „odniemczanie”) – usuwano niemieckie ślady z przestrzeni publicznej, skuwano napisy (również na obiektach sakralnych, grobach i historycznych pomnikach), Ślązaków o niemieckobrzmiących nazwiskach i imionach zmuszano do przybierania bardziej słowiańskich.
Przez cały okres PRL-u na terenie Górnego Śląska obowiązywał zakaz nauczania języka niemieckiego w szkołach podstawowych i średnich przy jednoczesnym przyzwoleniu władz na nielegalne komplety szkolne organizowane przez niemieckie społeczności. Natomiast na Dolnym Śląsku komunistyczne władze polskie zezwalały na rozwój niemieckojęzycznej oświaty. Już na początku lat 50. (stosunek rządu PRL do mniejszości niemieckiej zmienił się po powstaniu NRD w 1949 roku) powstało wiele placówek opiekuńczo-wychowawczych i edukacyjnych (m.in. przedszkola, szkoły podstawowe, szkoły średnie) w których językiem nauczania był język niemiecki. W latach 1957–1959, w wyniku masowych wyjazdów Niemców do Niemiec Zachodnich lub, rzadziej, Niemieckiej Republiki Demokratycznej, liczba szkół sukcesywnie zaczęła ulegać znacznemu zmniejszeniu.
Z kolei z terenów Śląska Czeskiego niemal cała ludność niemiecka została wysiedlona do Niemiec.